# Bartolomeo Aimo
Bartolomeo Aimo (né le 25 septembre 1889 à Carignano, dans la province de Turin, dans le Piémont - mort le 11 décembre 1970 à Turin) est un coureur cycliste italien, dont la carrière se déroule dans les années 1920.

## Biographie

### 1919: première année professionnelle
Bartolomeo Aimo commence sa carrière professionnelle en 1919 avec l’équipe italienne Verdi où court également son frère Pietro. Pour ses premiers pas à niveau, il participe à Milan-San Remo et se classe 22e de l’épreuve. Il termine 9e de Milan-Modène.

### 1920: victoire sur le Tour des Trois Mers
En début de saison, il termine 18e de Milan-Turin et 10e du Tour du Piémont, il participe ensuite au Tour d'Italie pour la première fois et se classe 5e de la deuxième étape. Sur le Tour des Trois Mers, il remporte la première et la troisième étape.

### 1921: podium sur le Tour d’Italie
Pour sa première saison chez Legnano-Pirelli, l’Italien termine sur le podium du Tour d'Émilie et de Milan-Turin. Il se classe également 10e du Tour du Piémont, du Tour de Lombardie et de Milan-Modène. En mai, il prend le départ du Tour d'Italie et monte sur la dernière marche du podium en terminant dans le top 10 de la 2e à la dernière étape. 

### 1922-1924: victoires d’étape sur le Giro
Bartolomeo Aimo se classe 3e de Milan-San Remo pour sa première course de la saison 1922 avant de s’élancer sur le Tour d'Italie qu’il termine en deuxième position en ayant gagné deux étapes et porté le maillot rose de leader du classement général. Il se classe également 3e du Tour de Lombardie en novembre de cette année.
Un an plus tard, l’Italien remporte le Tour du Piémont et une nouvelle étape sur le Tour d'Italie, il revêt le maillot rose pendant plusieurs jours mais fini 3e de l’épreuve.
En 1924, Bartolomeo Aimo gagne la deuxième étape du Giro avant d’abandonner quelques jours plus tard. Il participe pour la première fois au Tour de France et termine en 4e position, au pied du podium.

### 1925-1926: victoires sur le Tour de France
En 1925, il rejoint l’équipe française Alcyon-Dunlop avec comme objectif d’aider Nicolas Frantz à gagner le Tour de France lui qui s’était classé deuxième de l’édition précédente. Mais cette année, ce fut Bartolomeo Aimo le plus fort, en effet il termine 3e de la Grande Boucle alors que son coéquipier luxembourgeois ne se classe que 4e. Le coureur italien remporte également la 13e étape de ce Tour.
L’année suivante, il termine une nouvelle fois 3e du Tour et gagne une étape. Nicolas Frantz termine quant à lui deuxième.

### 1927: saison blanche chez Mifa
Bartolomeo Aimo rejoint l’équipe allemande Mifa et ne participe à aucun grand tour. Il ne gagne aucune course cette année-là, sa meilleure performance est une 6e place sur le Rund um Leipzig, une classique régionale allemande.

### 1928: retour chez Alcyon et podium sur le Tour d’Italie
Après une mauvaise saison en Allemagne, l’Italien retourne chez Alcyon. Il se classe 3edu Tour d’Italie et 10e de Milan-San Remo.

### 1929-1930: fin de carrière
Lors de ces deux dernières saisons, Bartolomeo Aimo participe surtout à des courses amateurs. Il termine 12e du Tour de Romagne, son meilleur classement.

## Palmarès
- 1919
  - Naples-Potenza
  - 3e de Suse-Mont Cenis
- 1920
  - Tour des Alpes Apuanes
  - 1re et 3e étapes du Giro dei Tre Mari
- 1921
  - 3e de Milan-Turin
  - 3e du Tour d'Italie
  - 3e du Tour d'Émilie
  - 10e du Tour de Lombardie
- 1922
  - 5e et 9e étapes du Tour d'Italie
  - 2e du Tour d'Italie
  - 2e du Tour du Piémont
  - 2e du Tour de la province de Milan
  - 3e de Milan-San Remo
  - 3e du Tour de Vénétie
  - 3e du Tour de Lombardie
- 1923
  - Tour du Piémont
  - 2e étape du Tour d'Italie
  - 3e du Tour de Romagne
  - 3e du Tour d'Italie
  - 6e de Milan-San Remo
- 1924
  - Tour de la province de Milan (avec Giovanni Brunero)
  - 1re étape du Tour d'Italie
  - 3e du Tour du Piémont
  - 4e de Paris-Tours
  - 4e du Tour de France
  - 10e de Milan-San Remo
- 1925
  - 13e étape du Tour de France
  - 2e du Tour du Piémont
  - 3e du Tour de France
  - 3e du Tour de la province de Milan
  - 6e du Tour de Lombardie
- 1926
  - 14e étape du Tour de France
  - 3e du Tour de France
- 1928
  - 3e du Tour d'Italie
  - 10e de Milan-San Remo

## Résultats sur les grands tours

### Tour de France
3 participations :
- 1924 : 4e
- 1925 : 3e, vainqueur de la 13e étape
- 1926 : 3e, vainqueur de la 14e étape

### Tour d'Italie
7 participations :
- 1919 : abandon
- 1920 : abandon
- 1921 : 3e
- 1922 : 2e, vainqueur des 5e et 9e étapes, 3 jours leader de la course
- 1923 : 3e, vainqueur de la 2e étape, 4 jours leader de la course
- 1924 : abandon, vainqueur de la 1re étape, 2 jours leader de la course
- 1928 : 3e